# روغن‌ماهیان بنفش
روغن‌ماهیان بنفش (نام علمی: Antimora) نام یک سرده از تیره روغن‌ماهیان کوچک است.